# Hydromys
Hydromys (Geoffroy, 1804) è un genere di Roditori della famiglia dei Muridi.

## Descrizione

### Dimensioni
Al genere Hydromys appartengono roditori di medi e e grandi dimensioni, con lunghezza della testa e del corpo tra 122 e 390 mm, la lunghezza della coda tra 103 e 320 mm e un peso fino a 1,2 kg.

### Caratteristiche craniche e dentarie
Il cranio presenta ossa nasali accorciate ed ossa frontali strette, la scatola cranica stretta e le creste sopra-orbitali poco sviluppate. La bolla timpanica è molto piccola. Gli incisivi sono lunghi e robusti.
Sono caratterizzati dalla seguente formula dentaria:

### Aspetto
L'aspetto è quello di un grosso ratto con il corpo adattato alla vita acquatica. La pelliccia è densa e soffice. Il labbro superiore è rigonfio e densamente ricoperto di vibrisse, gli occhi sono relativamente piccoli. Le orecchie sono ridotte. Le zampe anteriori hanno quattro dita funzionali, con il terzo dito più lungo degli altri. I piedi sono molto grandi, con cinque dita moderatamente palmate, di cui le due esterne sono le più corte. La coda è più corta della testa e del corpo, ricoperta fittamente di peli e con la metà terminale solitamente biancastra. Le femmine hanno due paia di mammelle inguinali.

## Distribuzione
Si tratta di roditori semi-acquatici diffusi in Australia, Nuova Guinea ed in alcune isole vicine.

## Tassonomia
Il genere comprende 6 specie.
- Sottogenere Hydromys - orecchie ridotte, pelliccia lucida.

Hydromys chrysogaster
Hydromys hussoni
Hydromys neobritannicus
Hydromys ziegleri
- Sottogenere Baiyankamys (Hinton, 1943) - orecchie normali, pelliccia soffice.

Hydromys habbema
Hydromys shawmayeri